# Riena W. Kondo
Riena Weidman de Kondo (* 1944) ist eine kolumbianische Sprachwissenschaftlerin, die sich seit 1967 intensiv mit Guahibo-Sprachen beschäftigt hat.

## Veröffentlichungen
- 1967 – Guahibo phonemes -, In: Viola G. Waterhouse (Hrsg.), Phonemic systems of Colombian languages, Summer Institute of Linguistics of the University of Oklahoma 1967, (Seite 89–98), (Co-Autor: Victor F. Kondo), Leseprobe (ES) (PDF; 185 kB)
- 1970 – The use of stories as motivation for reading -, In: Notes on Literacy 8, 1970, (Co-Autor: Margaret M. Wendell)
- 1972 – Fonemas del guahibo -, In: Viola G. Waterhouse (Hrsg.), Sistemas fonológicos de idiomas colombianos 1, Ministerio de Gobierno, Bogotá 1972 (Seite 93–102), (Co-Autor: Victor F. Kondo) Leseprobe (ES) (PDF; 257 kB)
- 1973 – Guahibo -, In: Aspectos de la cultura material de grupos étnicos de Colombia 1, Ministerio de Gobierno, Bogota 1973, (Seite 195–213),  Leseprobe (ES) (PDF; 640 kB)
- 1974 – Cosmovisión guahiba -  Leseprobe (ES) (PDF; 117 kB)
- 1974 – Textos guahibo: Origen de los árboles frutales; El pájaro perezoso; La luna -, In: Folclor indígena de Colombia 1, Ministerio de Gobierno, Bogota 1974, (Seite 199–231), Leseprobe (ES) (PDF; 225 kB), (Co-Autoren: Victor F. Kondo, Eutimio Vargas)
- 1976 – Onomatopeya en guahibo -, In:  Artículos en Lingüística y Campos Afines 2, 1976  Leseprobe (ES) (PDF; 195 kB)
- 1980 – La sílaba en guahibo -,  In: Artículos en Lingüística y Campos Afines 7, 1980, (Seite 87–96), Leseprobe (ES) (PDF; 131 kB)
- 1980 – Voces indígenas en la toponimía de los llanos orientales – In: Artículos en Lingüística y Campos Afines 7, (Seite 75–86), Leseprobe (ES) (PDF; 184 kB)
- 1982 – La familia lingüística guahibo -, In: Artículos en Lingüística y Campos Afines 11, Editorial Townsend, 1982, (Seite 37–75), Leseprobe (ES) (PDF; 416 kB)
- 1983 – La clasificación de mamíferos y reptiles por los indígenas guahibo, cuiba, piapoco y yucuna -, In: Artículos en Lingüística y Campos Afines 12, 1983, (Seite 95–131), Leseprobe (ES) (PDF; 365 kB)
- 1984 – Notas sobre la fonologia guahiba In: Sistemas fonológicos de idiomas colombianos 5, Lomalinda: Editorial Townsend, 1984, Leseprobe (ES) (PDF; 73 kB)
- 1985 – Contribución al estudio de la longitud vocálica y el acento en el idioma guahibo -, In: Artículos en Lingüística y Campos Afines 13, ISBN 0-88312-684-2, 1985, Leseprobe (ES) (PDF; 281 kB)
- 1985 – Guahibo: Long vowels and stress -, In: Ruth M. Brend (Hrsg.), From phonology to discourse: Studies in six Colombian languages, Language Data, Amerindian Series 9, Summer Institute of Linguistics, Dallas 1985, (Seite 43–55), Leseprobe (EN) (PDF; 136 kB)
- 1985 – El guahibo hablado: Gramática pedagógica del guahibo, lengua de la orinoquía colombiana -, Lomalinda: Instituto Lingüístico de Verano, 1985, Leseprobe (ES): Band 1 (PDF; 1,2 MB), Band 2 (PDF; 1,6 MB)
- 1985 – Guahibo kinship terminology -, In: William R. Merrifield (Hrsg.), South American kinship: Eight kinship systems from Brazil and Colombia, International Museum of Cultures Publication 18, International Museum of Cultures, Dallas 1985. (Seite 71–78)
- 1990 – Training indigenous editors -, 1990, (Co-Autor: Leah B. Walter)
- 1990 – Excerpts from the manual for indigenous editors -, 1990
- 1991 – Taking into consideration cultural learning styles -, In: Notes on Literacy 17–2, 1991
- 1991 – Ants and grasshoppers -, In: Notes on Literacy 17-3, 1991
- 1994 – Indigenous editing -, In: Notes on Literacy 20-1, 1994
- 1996 – Bridging between two worlds: a case history of the Cavasi Reservation -, In: Notes on Literacy 22-4, 1996
- 2001 – Guahibo stress: Both trochaic and iambic -, In: International Journal of American Linguistics 67-2, 2001, (Seite 136–166)
- 2002 – En pos de los Guahibos: Prehistóricos, históricos y actuales: Con pistas lingüísticas -, Editorial Alberto Lleras Camargo, Bogotá 2002
- 2003 – A manual for local (national) writers -, In: LinguaLinks library 5.0 plus, 2003, (Co-Autor: Leah B. Walter)

| Personendaten    | Personendaten             |
| ---------------- | ------------------------- |
| NAME             | Kondo, Riena W.           |
| ALTERNATIVNAMEN  | Weidman de Kondo, Riena   |
| KURZBESCHREIBUNG | kolumbianische Ethnologin |
| GEBURTSDATUM     | 1944                      |